# Романчук Леся Іванівна

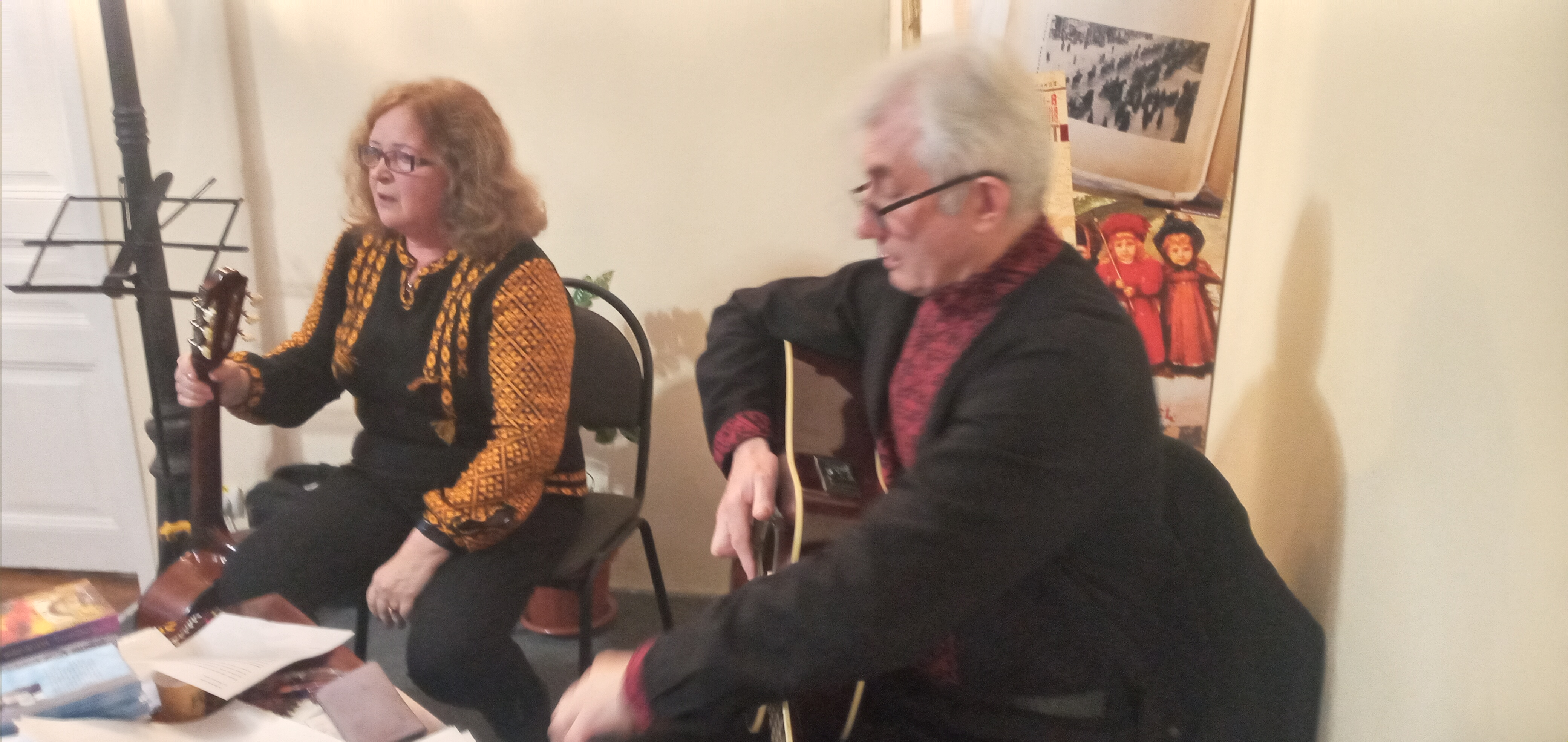
Творчий вечір «Два серця і 12 струн. Тарас і Леся Коковські» 09 грудня 2022

Леся Іванівна Романчук (нар. 28 липня 1955, с-ще Транспортне, СРСР) — українська лікарка, викладачка, письменниця, бард. Член Національної Спілки письменників України (1999), кандидат медичних наук, доцент.

## Життєпис
Леся Іванівна Романчук народилася 28 липня 1955 року в селищі Транспортне Тенькинського району Магаданської області, де відбували заслання після ув'язнення в таборах Дальлагу її батьки. Навчання розпочала у початковій школі копальні ім. Гастелло Тенькинського району. Після закінчення терміну заслання у 1963 р. родина переїхала в Україну до м. Тернополя.

### Освіта
Леся Романчук із золотою медаллю закінчила середню школу № 1 (нині — гімназія) у м. Тернополі, з відзнакою — у 1979 р. Тернопільський медичний інститут (нині — медичний університет ім. І. Горбачевського). 15 років працювала викладачем Кременецького, потім Чортківського медичного училища, з 1994 року працює на кафедрі акушерства та гінекології Тернопільського державного медичного університету. У 1998 році захистила дисертацію на тему: «Профілактика післяпологових запальних захворювань у породіль з анемією», кандидат медичних наук, і з 2005 року — доцент.

### Робота
Леся Романчук є фахівцем у сфері акушерства й гінекології, автором ряду підручників. Викладає у Тернопільському медичному університеті.

### Громадсько-політична діяльність
Активна учасниця Революції гідності в Тернополі. Довірена особа кандидата в президенти Петра Порошенка на виборах 2014 року. Нагороджена орденом Княгині Ольги ІІІст. (2019).

### Родина
- Батько Іван Романчук (1922—1972) — народився 6 січня 1922 році в с. Трибухівці Гусятинського району[2], член ОУН, створив у Чортківській гімназії (Тернопільська область) групу спротиву комуністичному режиму, куди увійшло 8 гімназистів. У вересні 1940 року заарештований, засуджений до 10 років ув'язнення, термін відбував у таборах Магаданської області. Після звільнення закінчив Магаданський гірничий технікум. Після повернення до Тернополя працював інженером у тресті «Тернопільсільбуд».
- Мати Лідія Романчук (нар. 1926 у с. Дермань Рівненської області — 2018, Тернопіль) — зв'язкова та медсестра УПА, псевдонім «Орися».
- Чоловік Тарас Коковський (нар.1956) — душпастир Української Лютеранської Церкви, літератор, перекладач.
- Донька Наталка Колтун (нар. 1975[3]) — українська журналістка, радіоведуча.
- Син Олександр Куртіш (1985—2013).

## Доробок
Авторка 6 збірок поезій та кількох романів.

### Поетичні збірки
- «Синьооке диво» (1995),
- «Тобі» (Тернопіль, «Лілея», 1996),
- «Жінка з гітарою» (1997),
- «Слово честі» (Тернопіль, «Горлиця», 1998),
- «Над світом і собою» (Тернопіль, «Джура», 2003),
- «Танок пера на обрії світанку» (Тернопіль, «Джура», 2005),
- "На ноті «ЛЮ». (Тернопіль, «Астон», 2010),
- «З твого небесного крила» (Тернопіль, «Джура», 2014).

### Проза (романи)
- «Не залишай…». Роман у 8-ми книгах (Тернопіль, «Джура», 2001—2004),
- «Граvitaція». Роман у 4-х книгах (Тернопіль, «Навчальна книга — Богдан», 2004—2005),
- «Чотири дороги». Роман у 9-ти книгах (Тернопіль, "Навчальна книга — Богдан, 2006—2009),
- «У мереживі мережі» (Тернопіль, «Навчальна книга — Богдан», 2008),
- «Місто карликів». Роман у 4-х книгах. (Тернопіль, «Навчальна книга — Богдан», 2009—2012),
- Маленькі чудеса гормонів. Розмова з гінекологом. (Харків, «Ранок», 2009),
- «Лицарі любові і надії» (Тернопіль, «Навчальна книга — Богдан», 2010—2011)[4],
- «София. Не оставляй…» (Москва, «Мир и образование», 2013),
- «Цвіте терен». Роман у 4-х книгах. (Тернопіль, «Навчальна книга — Богдан», 2014).
- «Благословен, хто йде…». Роман у 3-х книгах, книга 1-а. (Тернопіль, «Навчальна книга — Богдан», 2016)[5].
- «Місто карликів». Роман у 4-х книгах. Подарункове видання (Тернопіль, «Навчальна книга — Богдан», 2018)
- «Софія». Роман у 8-и книгах. Подарункове видання (Тернопіль, «Навчальна книга — Богдан», 2018)
- «Благословен, хто йде. Климент», книга 2-а.(Тернопіль, «Навчальна книга — Богдан», 2019)
- «Благословен, хто йде. Петро. Павло», книга 3-я.(Тернопіль, «Навчальна книга — Богдан», 2019)
- «Донна Анна», роман.(Харків, «Клуб сімейного дозвілля», 2020)

### Медична література
Автор кількох десятків наукових праць, співавтор 15 підручників з акушерства та гінекології для студентів вищих медичних навчальних закладів українською, російською та англійською мовами. Основні:
- «Акушерство» для фельдшерів та акушерок (1998),
- «Гінекологія» для фельдшерів та акушерок (1998),
- «Гінекологія» для студентів вищих медичних навчальних закладів (1999),
- «Медсестринство в акушерстві» (2000),
- «Медсестринство в гінекології» (2000),
- «Gynecology» (англ. мовою, 2003),
- «Гінекологія» (Тернопіль, «Підручники і посібники», 2006),
- «Акушерство» (Тернопіль, «Підручники і посібники», 2008),
- «Акушерство» (Тернопіль, «Підручники і посібники», 2010),
- «Гінекологія» за редакцією академіка В. І. Грищенка (авторматеріалів розділу «Запальні захворювання», Харків).

### Аудіоальбом
- «Кожна жінка — чарівниця».

## Нагороди
- відзнака Тернопільської міської ради III ступеня (2010)[6]
- літературна премія імені Уласа Самчука,
- відзнака президента Форуму видавців (м. Львів, 2014) — «Найкращий автор»,
- літературна премія журналу «Літературний Тернопіль»,
- обласна премія імені Богдана Лепкого в номінації «Література»  — за роман «Лицарі любові і надії» (м. Тернопіль, 2011)[7],
- «Золотий письменник України» від «Коронації слова» (2015),
- Орден княгині Ольги III ст. (22 січня 2019) — за значний особистий внесок у державне будівництво, зміцнення національної безпеки, соціально-економічний, науково-технічний, культурно-освітній розвиток Української держави, вагомі трудові досягнення, багаторічну сумлінну працю[8]
- Борець за незалежність України у XX столітті  на території Тернопільської міської територіальної громади[9].
- неурядовий орден «Берегиня України»[10].

## Вшанування

Пам'ятний знак на честь Лесі Романчук на Алеї зірок у Тернополі

У 2013 році на Алеї зірок у Тернополі встановлена зірка Лесі Романчук.